# Stadion w Nemei
Stadion w Nemei (gr. Νεμέα στάδιον) – stadion wybudowany około roku 330 p.n.e. w Nemei, miejsce rozgrywania wielu konkurencji sportowych podczas starożytnych igrzysk nemejskich.

## Historia
Stadion został wzniesiony ok. 330 roku p.n.e., w okresie wczesnej epoki hellenistycznej, po tym jak organizacja igrzysk wróciła z Argos do Nemei  . Stadion powstał ok. 450 m na południowy wschód od świątyni Zeusa i orientowany był na osi północ-południe. Jego południowy koniec wcina się pomiędzy dwa grzbiety wzgórza.
Stadion był użytkowany na potrzeby starożytnych igrzysk nemejskich do roku 271 p.n.e. , kiedy igrzyska zostały z powrotem przeniesione do Argos .
W okresie rzymskim i wczesnochrześcijańskim wykorzystywany był do celów rolniczych i pasterskich . Z czasem popadł w ruinę i został zapomniany .
Prace archeologiczne w Nemei prowadzili badacze amerykańscy pod kierunkiem Stephena G. Millera z Uniwersytetu Kalifornijskiego w Berkeley – w latach 1971–2004 odkryto m.in. znaczniki bieżni i tunel .

## Opis
Długość bieżni – dystans stadionu – wynosiła 178 m . Każdy stadion w Grecji był równy 600 stopom, ale długość stopy była różna w różnych regionach Grecji: bieżnia na stadionie w Delfach, gdzie rozgrywano igrzyska pytyjskie, i w Olimpii miała 192,27 m długości, w Epidauros – 181,3 m. W południowej części stadionu zachował się znacznik wyznaczający bieżnię i 12 torów dla biegaczy .
Granice stadionu wyznaczał kamienny kanał wodny, do którego doprowadzano wodę rurami z terakoty ze źródła po wschodniej stronie doliny . Woda spływała do dwóch kamiennych zbiorników na krańcach znacznika bieżni, następnie brzegami stadionu do zbiorników oddalonych od siebie o około 30 metrów . Spływ wody zapewniał spadek stadionu – jego polnocny koniec był położony ok. 2,40 m niżej niż południowy . Nieznane jest przeznaczenie zbiorników, jednak przypuszcza się, że służyły jako źródło wody pitnej oraz wody dla zraszania bieżni w trakcie zawodów .
Stadion mieścił ok. 40 tys. widzów. Miał kilka kamiennych wydzielonych miejsc w 2–3 rzędach po stronie zachodniej, które przeznaczone były najprawdopodobniej dla zawodników i ich trenerów . Widzowie siedzieli natomiast na trawiastych wzniesieniach usypanych wokół stadionu . Po stronie wschodniej zachowały się pozostałości trybuny sędziowskiej .
Zawodnicy wchodzili na stadion przez tunel po zachodniej stronie, który zachował się w dobrym stanie do dziś . Tunel, datowany na ok. 320 rok p.n.e., miał ponad 36 m długości . Konstrukcja tunelu przypomina sklepienia grobowców macedońskich.